# Velký Roudný
Velký Roudný (německy Alter Rautenberg) je kupovitý kopec s dnes zalesněným vrcholem a nápadnými pruhy dřevin mezi loukami na úbočí. Spolu s Malým Roudným tvoří dva výrazné vrcholy nad obcí Roudno (okres Bruntál) a hladinou Slezské Harty. Sopka se rozkládá v katastrálním území obce Roudno, východně od její zástavby. Sopka byla činná naposledy před jedním až dvěma milióny let, tj. koncem třetihor a počátkem čtvrtohor. Jedná se o nejzachovalejší stratovulkán na Moravě.

## Vulkán
Velký Roudný je také nejvyšší sopka Nízkého Jeseníku. Na vrcholu je dosud patrná kráterová prohlubeň kuželovitého tvaru. Na stavbě masivu sopky se podílí jak sypký vulkanický materiál, tak i čedičová láva. Ta tvoří na úbočí Velkého Roudného i čtyři lávové proudy, z nichž nejdelší dosahuje 5 km délky a přelévá se přes štěrkovou terasu řeky Moravice. V místech dnešní vodní nádrže Slezská Harta přehradil lávový proud tok řeky Moravice, čímž vzniklo velké jezero, do něhož padaly sopečné vyvrženiny. Z nich se vytvořily usazeniny pórovitých tufitů, které se těžily jako dobrý stavební materiál. Dodnes se nachází v okolí obcí Razová a Karlovec. V nejdelším lávovém proudu, tekoucím na severovýchod, se v katastru obce Bílčice nachází činný lom na těžbu čediče.

## Rozhledna

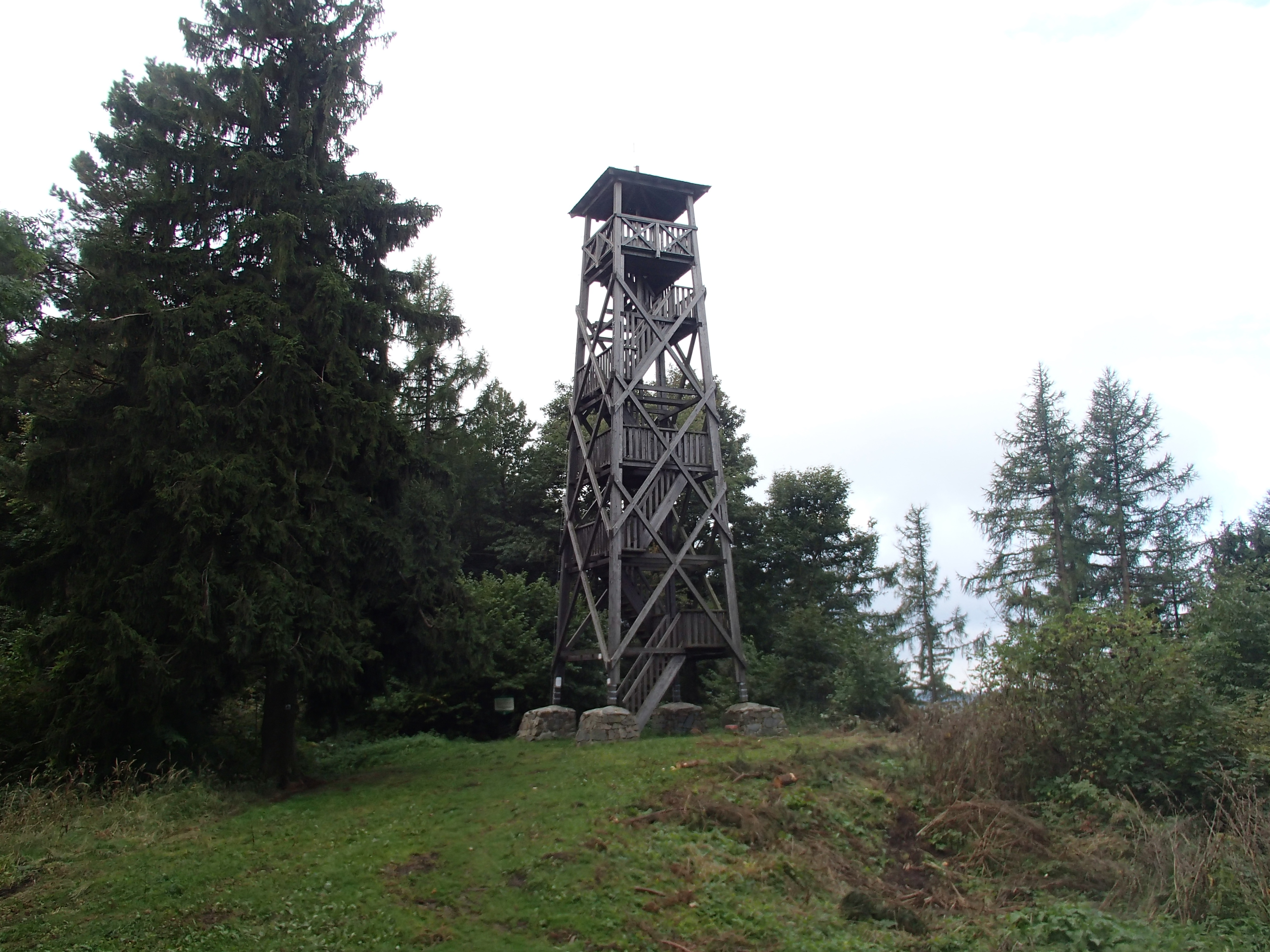
Rozhledna na vrcholu

Dne 27. října 2007 byla na vrcholu Velkého Roudného otevřena dřevěná rozhledna. Hlavním investorem stavby byla obec Roudno a Mikroregion Slezská Harta. Jde o 20 metrů vysokou šestipatrovou dřevěnou konstrukci na betonových základech s krytou vyhlídkovou plošinou ve výšce 17 metrů. Z té se může najednou rozhlížet až 16 lidí a k vidění je mimo jiné panorama nejvyšších vrcholů Hrubého i Nízkého Jeseníku, Krnovsko, Opavsko nebo také Oderské vrchy. Na výstavbu rozhledny bylo použito asi 18 tun modřínového dřeva a stavba stála přibližně 1,3 mil. Kč.
Stavba rozhledny byla plánována asi dva roky před samotnou stavbou. Bylo to dáno tím, že lokalita Velký Roudný je národní přírodní památkou. V únoru 2006 stavba dostala výjimku ze zákona o ochraně krajiny a přírody a to vládním usnesením. 13. června 2007 se začalo se stavbou betonováním patek. Celá konstrukce rozhledny byla nejdříve naležato zkušebně smontována v továrně, aby následně byla rozebrána na části, které se po přepravě na místo postavily a smontovaly přeplátováním pomocí jeřábu. 
Stavba byla financována mikroregionem Slezská Harta, obce Roudno a Krajským úřadem Moravskoslezského kraje
Rozhledna je volně přístupná po celý rok a vstupné se neplatí. Z obce Roudno vede na vrchol zelená turistická značka.

## Ochrana přírody
Oblast vrcholu Velkého Roudného o rozloze 81 hektarů byla ONV Bruntál vyhlášena dne 26. dubna 1966 národní přírodní památkou, ev. č. 502.
Oblast spravuje AOPK ČR Správa CHKO Jeseníky. Důvodem ochrany je tvarově dokonale vyvinutý stratovulkán.

## Okolí
Na vrcholku je malá zděná kaplička, která byla postavena v roce 1933 a z neutěšeného stavu obnovena po roce 1989. U kapličky je ukryta železná schránka s vrcholovou knihou. Za kaplí je na stojanech umístěno 15 obrázků Křížové cesty. Při výstupu na vrchol, který je oblíbeným poutním a turistickým cílem, se otvírá nádherné panorama krajiny s dalekým horizontálním výhledem na tři světové strany. Na úbočí kopce se nachází dvě kamenné mohyly s křížem, věnované obětem 1. světové války.

## Po Bruntálských sopkách
Již několik desítek let Klub českých turistů v Bruntále pořádá poslední dubnovou neděli pochod nazvaný "Po sopkách Bruntálska". Nejkratší trasa vede na Uhlířský vrch (7 km), další na Venušinu sopku (17 km), další 25 km přes Uhlířský vrch a Venušinu sopku a nejdelší trasa vede na Velký Roudný (50 km). Na tyto trasy také navazuje cyklistický závod Memoriál Petra Hábla.